# Грешнево
Грешнево — село в Некрасовском районе Ярославской области России.
В рамках организации местного самоуправления входит в сельское поселение Красный Профинтерн, в рамках административно-территориального устройства является центром Аббакумцевского сельского округа.
Здесь прошло детство русского поэта Николая Алексеевича Некрасова.

## География
Расположено на левом берегу реки Волги, в 20 км к востоку от Ярославля.

## Население
| 2007 | 2010 |
| ---- | ---- |
| 588  | ↘535 |

Согласно результатам переписи 2002 года, в национальной структуре населения русские составляли 92 % из 526 жителей.

## История
Сельцо Грешнево существовало уже в середине XVIII века и перешло в род Некрасовых от прабабки поэта, Прасковьи Борисовны Нероновой, в замужестве Некрасовой. Первым из Некрасовых поселился здесь дед поэта, Сергей Алексеевич, который в 1803 году построил в усадьбе барский дом, не сохранившийся до нашего времени. После его смерти усадьба по наследству перешла к отцу поэта, Алексею Сергеевичу, который, выйдя в отставку в чине майора, летом 1826 года переехал вместе с семьёй с Украины, в своё родовое имение Грешнево, в то время весьма небольшое и небогатое.
Позднее Н. А. Некрасов описал в своих «Автобиографических заметках» дорогу до усадьбы: 

Если переехать в Ярославле Волгу и пройти через Тверицы, то очутишься на столбовом почтовом тракте. Проехав 19 вёрст по песчаному грунту, где справа и слева песок, песок, мелкий кустарник и вереск (зайцев и куропаток там несть числа), то увидишь деревню, начинающуюся столбом с надписью: «Сельцо Грешнево, душ столько-то господ Некрасовых». Проехав длинную бревенчатую деревню, увидишь садовый деревянный забор, начинающийся от последней деревенской избы и из-за которого выглядывают высокие деревья: это барский сад. Тотчас за садом большой серый неуклюжий дом.

## Н. А. Некрасов в Грешневском имении
Названия сёл в окрестностях Грешнева Некрасов зашифровал в фамилиях своих персонажей. В некрасовской прозе выделяется группа фамилий необычных, не имеющих какого-то явного смыслового значения. Например, в «Тонком человеке»: Варахобин, Закобякин, Лыкошин; или в «Трёх странах света»: Окатов, Ласуков, Понизовкин. Такого рода фамилий набирается более трёх десятков, они образованы от названий населённых мест в окрестностях Грешнева (Варахобино, Закобякино, Лыкошино, Окатово, Ласуково и так далее). Такие псевдонимы Некрасова, как Пружинин, Бухалов, Сычовкин, также соотносятся с реальными названиями деревень и сёл. Стремление запечатлеть приметы «края родимого» характерно на протяжении всего творчества поэта: обращаясь к теме деревни, он обращается и к теме родины, к тому, что обозначил как «всему начало».
Поэма «Кому на Руси жить хорошо» также содержит грешневские впечатления поэта. Семь «временнообязанных» мужиков, отправившиеся на поиски счастливого, переправляются через Волгу и идут по дороге, похожей на описанный автором путь до имения. По наблюдениям некрасоведа А. В. Попова, основные события в этом произведении разворачиваются в окрестностях Грешнева. В черновиках поэмы можно найти местные реалии — названия деревень (Мишнево, Новоселово, Пьяново) и фамилии грешневских крестьян (Голкины, Молочковы), потомки которых и сейчас проживают в этих местах.
Поэт очень любил родную усадьбу, однако, когда отец в 1861 году предложил поэту навсегда обосноваться в Грешневе, он отказался. Слишком тяжелы были воспоминания об ужасах крепостничества, свидетелем которых он был здесь, слишком велико чувство вины перед грешневскими мужиками «за грехи отца».
В 1862 году, после смерти А. С. Некрасова, имение по наследству перешло к его сыновьям Николаю и Фёдору, а через два года, в 1864 году, господский дом в Грешневе сгорел по неосторожности сторожа. На это событие поэт откликнулся в стихотворении «Уныние».
В 1872 году поэт подарил свою часть имения младшему брату. После смерти Н. А. Некрасова в 1885 году Фёдор Алексеевич, обременённый хозяйственными заботами в усадьбе Карабиха, продал грешневское имение крестьянину Г. Т. Титову.

## Усадьба в настоящее время
От грешневской усадьбы Некрасовых сохранилось только одно здание — «музыкантская», в котором по преданию проживали крепостные музыканты. При Некрасовых это была одноэтажная каменная постройка, сооруженная в середине XIX веке. В 1870-х здесь размещался трактир «Раздолье», Титов надстроил второй деревянный этаж. В таком виде здание дошло до сегодняшнего дня. До 2001 года в здании была расположена экспозиция музея, рассказывающая о ярославском имении Некрасовых.
Неподалёку от «музыкантской» сохранился участок старого Ярославско-Костромского лугового тракта, усадебный пруд, липовые аллеи и кедр, посаженные во второй половине XIX века.

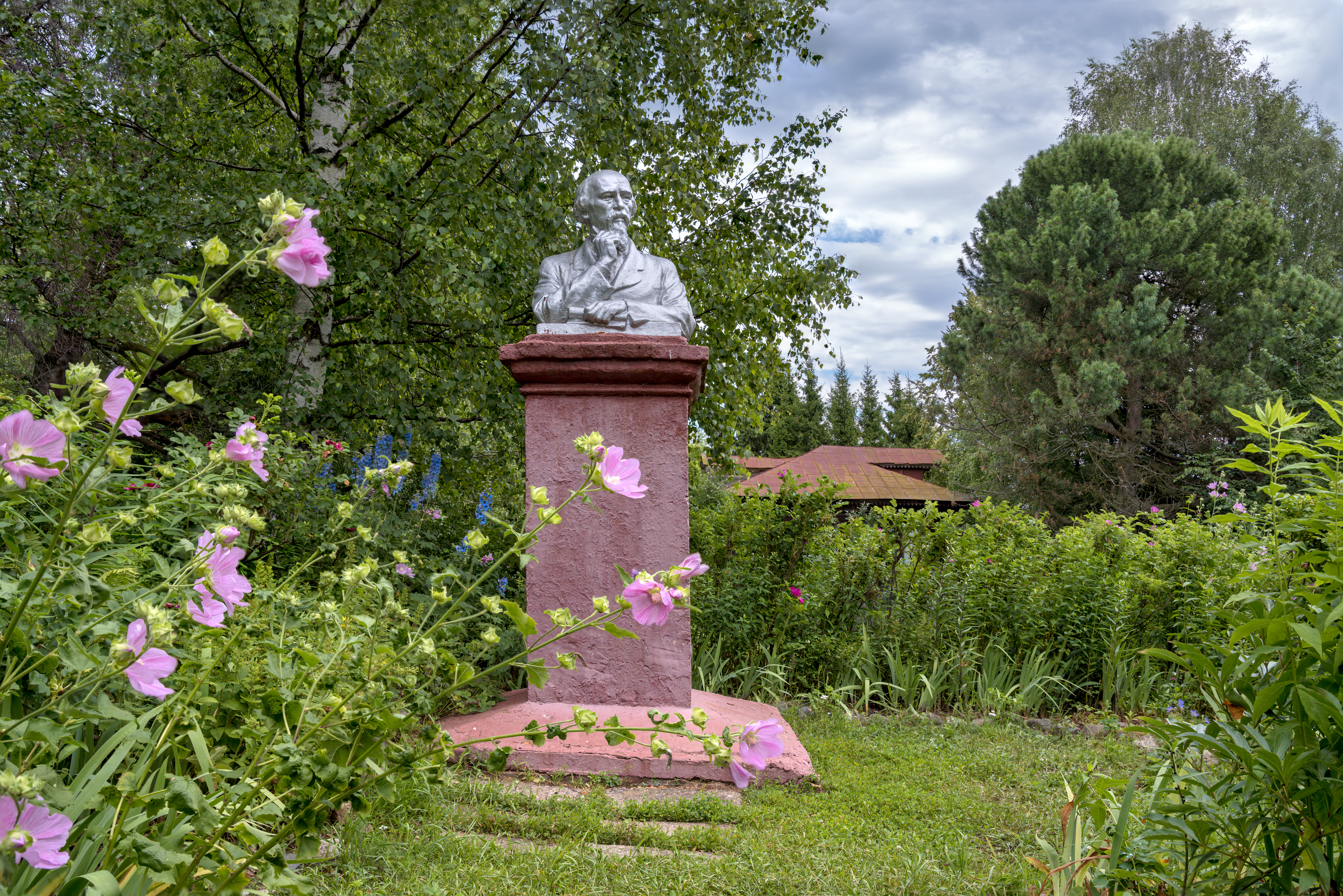
Памятник поэту Н. А. Некрасову.
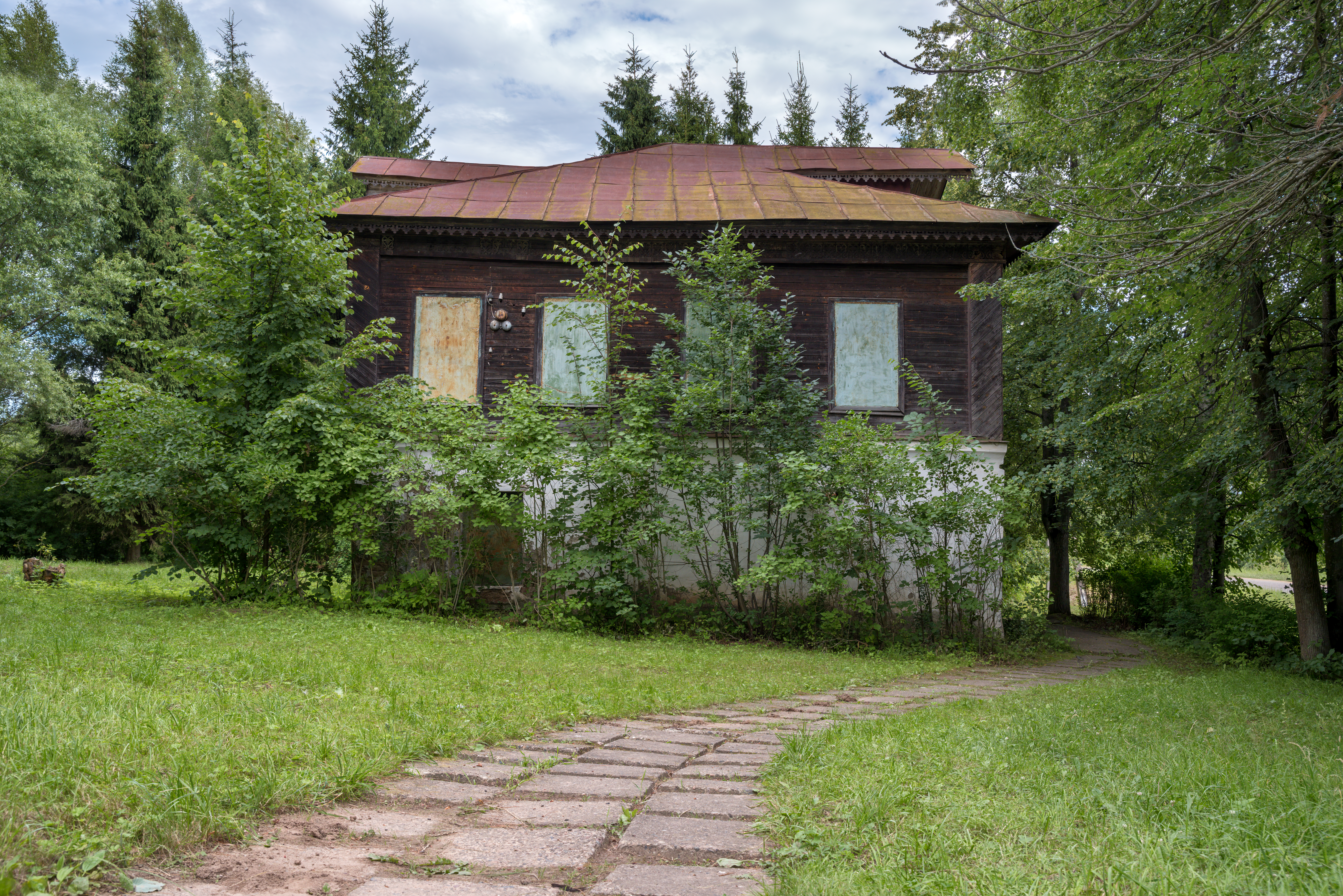
«Музыкантская».
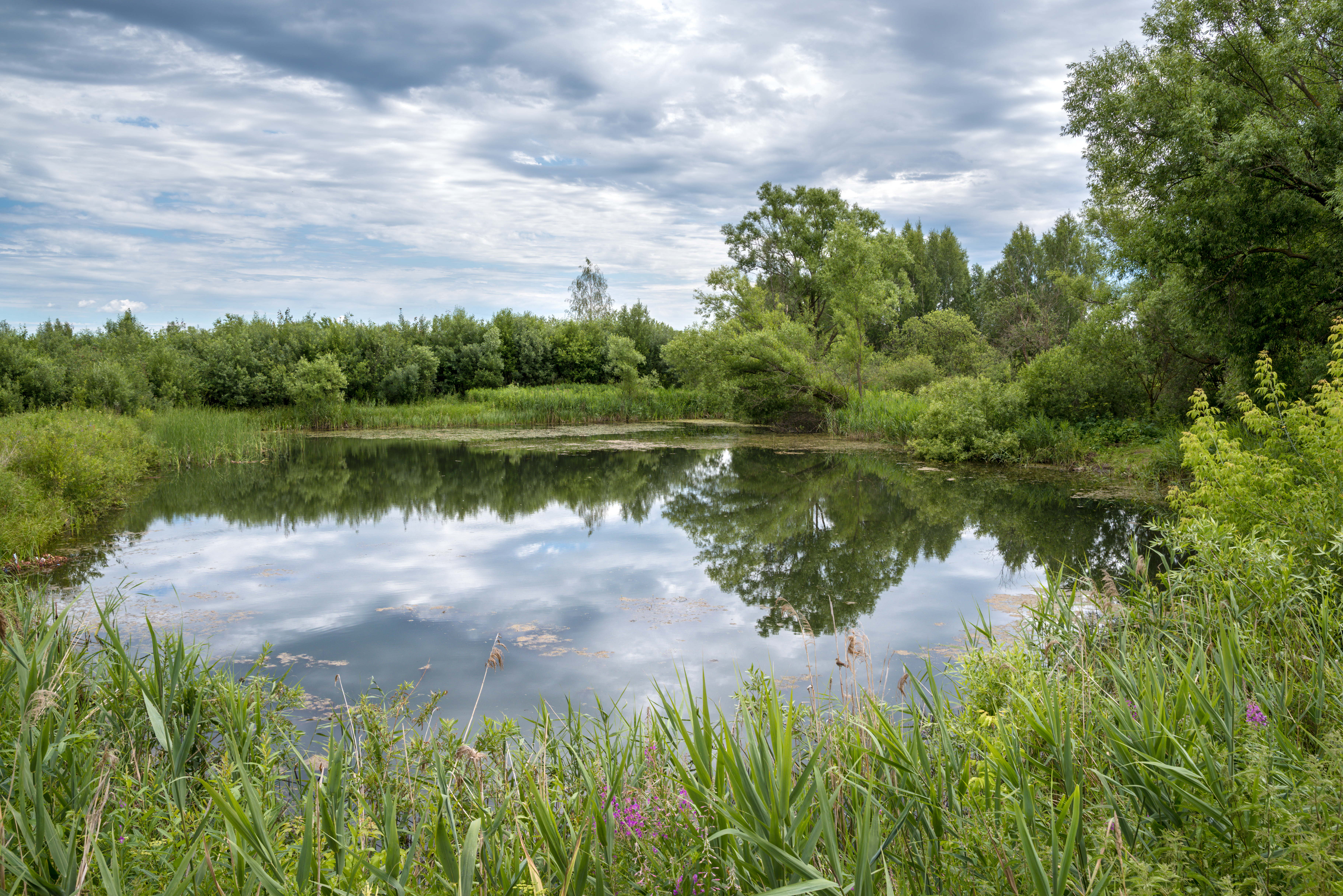
Бывший усадебный пруд.
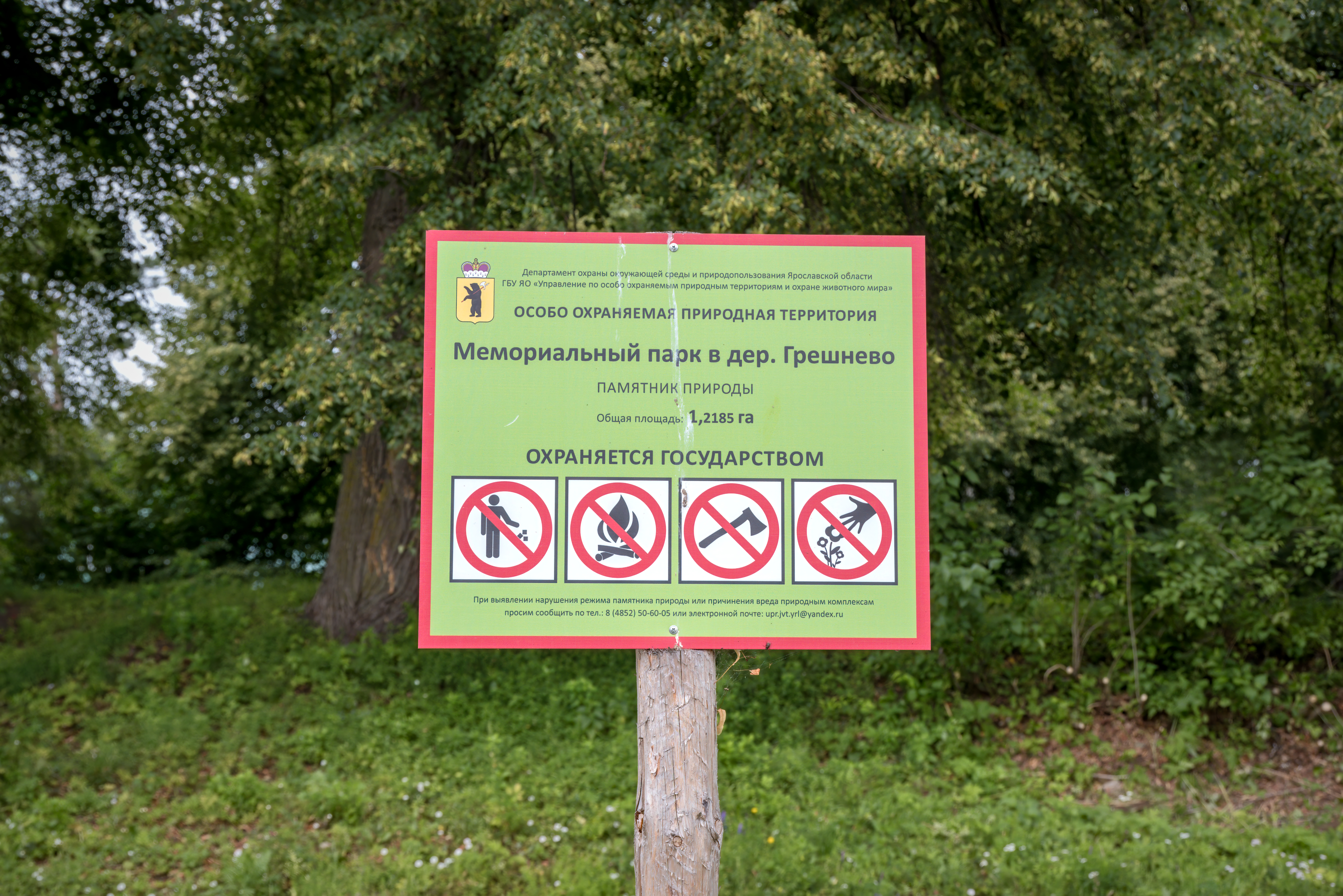
Знак особо охраняемой природной территории, к которой относится мемориальный парк.